# Kula (Chorwacja)
Kula – wieś w Chorwacji, w żupanii pożedzko-slawońskiej, w mieście Kutjevo. W 2011 roku liczyła 331 mieszkańców.